# Havelange
Havelange (in vallone Havlondje) è un comune belga di 4 926 abitanti situato nella provincia vallona di Namur.